# Фрја Дуљија (Козенца)
Фрја Дуљија је насеље у Италији у округу Козенца, региону Калабрија.
Према процени из 2011. у насељу је живело 92 становника. Насеље се налази на надморској висини од 153 м.